# 우메즈 요시지로
우메즈 요시지로(일본어: 梅津 美治郎, 1882년 1월 4일 ~ 1949년 1월 8일)는 일본 제국 육군의 장군이다. 태평양 전쟁 말기인 1944년 7월부터 전후인 1945년 11월까지 일본군 육군참모총장을 지냈다. 일본이 연합군에 항복한 후 1945년 9월 2일 도쿄만에 정박한 미주리호 선상에서 시게미쓰 마모루와 함께 항복 문서에 서명했다. 우메즈는 1948년 11월 12일 극동국제군사재판에서 종신형을 선고받았으며, 복역 중인 1949년 대장암으로 사망했다. 1978년 야스쿠니 신사에 합사되었다.

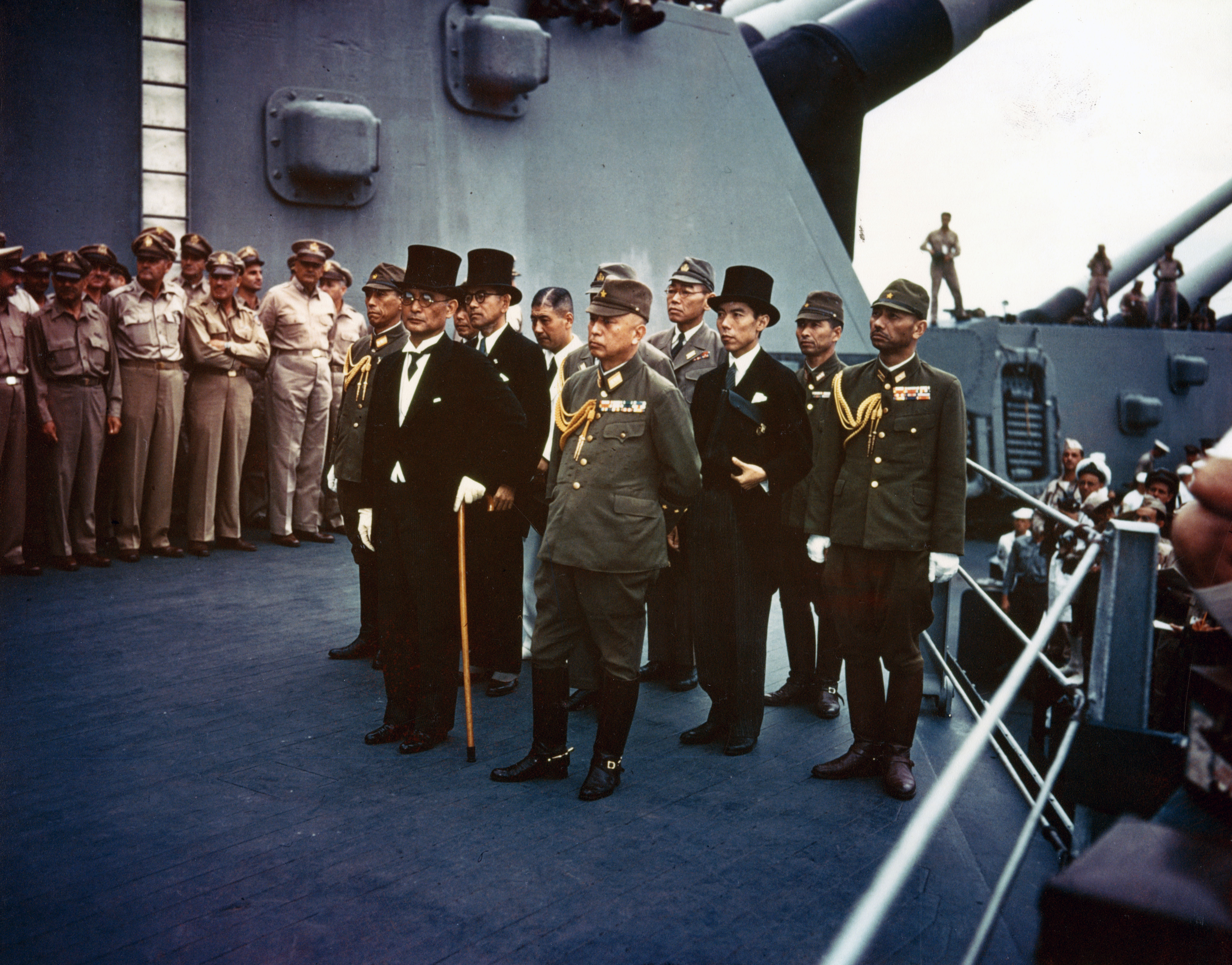
항복 조인 전권단 일행. 오른쪽 전방에 군복의 인물이 우메즈 요시지로

연합군의 항복 문서에 조인하는 우메즈 요시지로

## 생애
우메즈 요시지로는 1882년 1월 4일 일본 오이타현 나카쓰에서 태어났다. 구마모토 현립 세세이코 고등학교(熊本県立済々黌高等学校)를 졸업하고, 1903년 일본 육군사관학교를 15기로 졸업하여 보병 소위로 임관했다. 대위로 진급한 1912년에는 독일과 덴마크로 파견되었으며, 1919년부터 1921년까지 스위스 주재무관으로 근무했다. 그는 황도파에 반대하는 온건파로 분류된다.
우메즈는 1930년 8월 소장으로 진급하여 제1보병여단장이 되었다. 1934년 3월에 일본군 중국수비대사령관으로 임명된 후, 1935년 6월 중화민국 국민혁명군의 허잉친과 비밀리에 허잉친-우메즈 협정을 체결했다. 1938년 제1군사령관, 1939년 관동군사령관 겸 주만주국 대사를 지냈다. 1942년 관동군총사령관을 지내고 1944년 육군참모총장에 임명되었다. 1945년 11월 30일 예편하였다.
전후 전범으로 연합군 최고사령부에 의해 체포되어 1948년 11월 12일 극동국제군사재판에서 종신형을 선고받고 수감되었다. 1949년 1월 8일 옥중에서 직장암으로 사망하였다.